# 北高岸 (喬治亞州)
北高岸（英語：North High Shoals）是一個位於美國喬治亞州奧康尼縣的城鎮。

## 地理
北高岸的座標為33°50′03″N 83°30′04″W / 33.83417°N 83.50111°W，而該地的平均海拔高度為195米（即640英尺）。

## 人口
根據2010年美國人口普查的數據，北高岸的面積為6.50平方千米，當中陸地面積為6.50平方千米，而水域面積為0.00平方千米。當地共有人口652人，而人口密度為每平方千米100人。